# Trúc Khê, Thập Yển
Trúc Khê (chữ Hán giản thể: 竹溪县) là một huyện thuộc địa cấp thị Thập Yển, tỉnh Hồ Bắc, Cộng hòa Nhân dân Trung Hoa. Huyện này có diện tích 2207,6 ki-lô-mét vuông, dân số năm 2004 là 360.000 người. Mã số bưu chính là 442300.

## Phân chia hành chính
Về mặt hành chính, huyện này được chia thành 11 trấn và 4 hương.
- Trấn: Thành Quan, Tương Gia Yển, Trung Phong, Thủy Bình, Huyện Hà, Tuyền Khê, Phong Khê, Long Bá, Binh Doanh, Hối Loan, Tân Châu,
- Hương: Ngạc Bình, Thiên Bảo, Đào Nguyên, Hướng Bá.